# Фабричнов, Сергей Михайлович
Сергей Михайлович Фабричнов — советский хозяйственный, государственный и политический деятель. Кандидат наук (1973).

## Биография
Родился в 1929 году в Зубовой Поляне. Член КПСС.
С 1952 года — на хозяйственной, общественной и политической работе. В 1952—1990 гг. — горный мастер, начальник участка, председатель рудничного комитета, заведующий горными работами Быструшинского рудника Лениногорского полиметаллического комбината, в заграничной командировке, главный инженер, начальник рудника, начальник производственного отдела, главный инженер, директор Лениногорского полиметаллического комбината, заместитель, первый заместитель министра цветной металлургии Казахской ССР, с 1987 года генеральный директор ПО «Каззолото».
Избирался депутатом Верховного Совета Казахской ССР 9-го и 10-го созывов. Делегат XXV съезда КПСС.
Умер в Алма-Ате в 1990 году.